# Rubus baruthicus
Rubus baruthicus är en rosväxtart som beskrevs av Heinrich E. Weber. Rubus baruthicus ingår i släktet rubusar, och familjen rosväxter. Inga underarter finns listade i Catalogue of Life.

## Bildgalleri

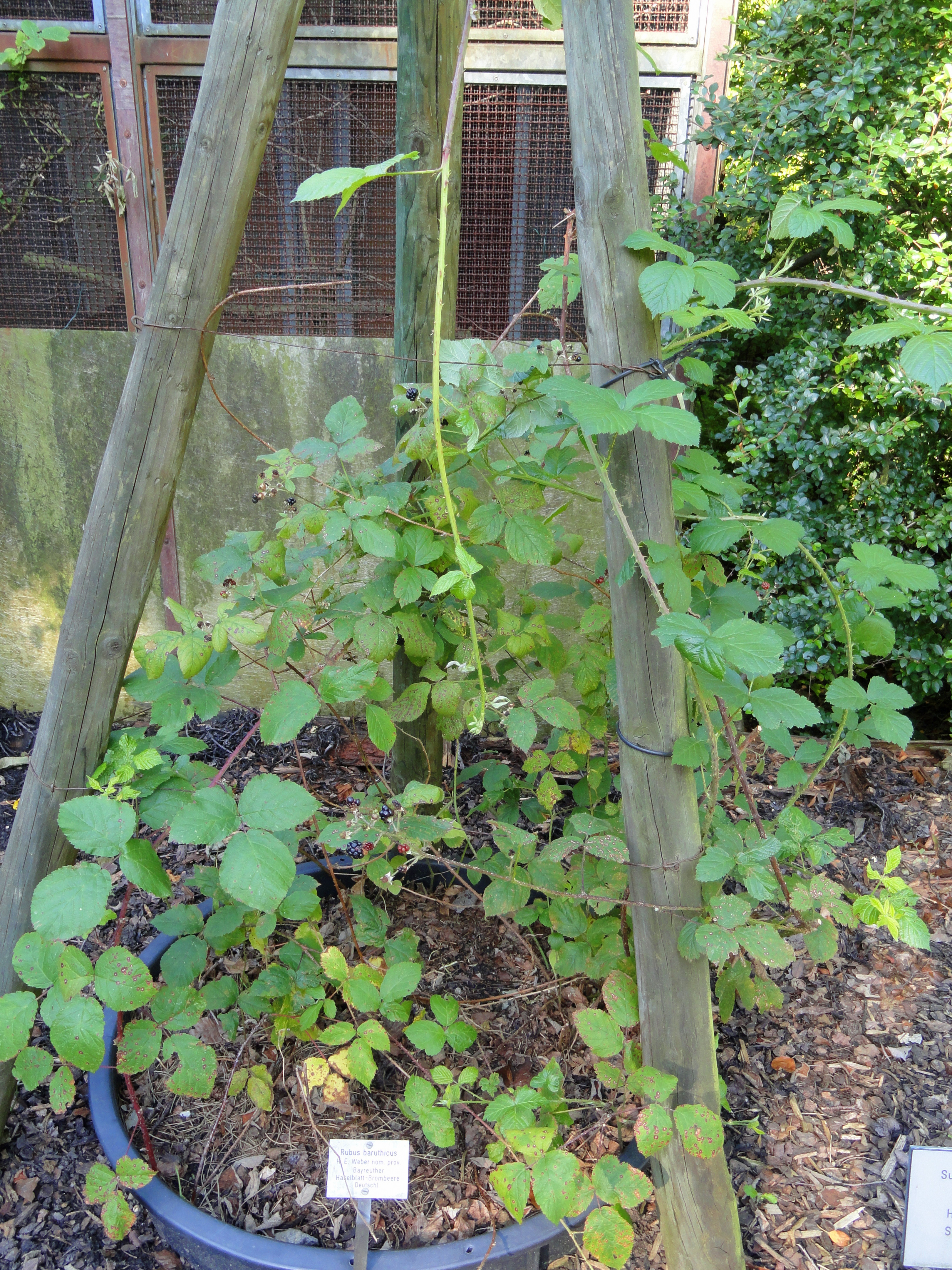
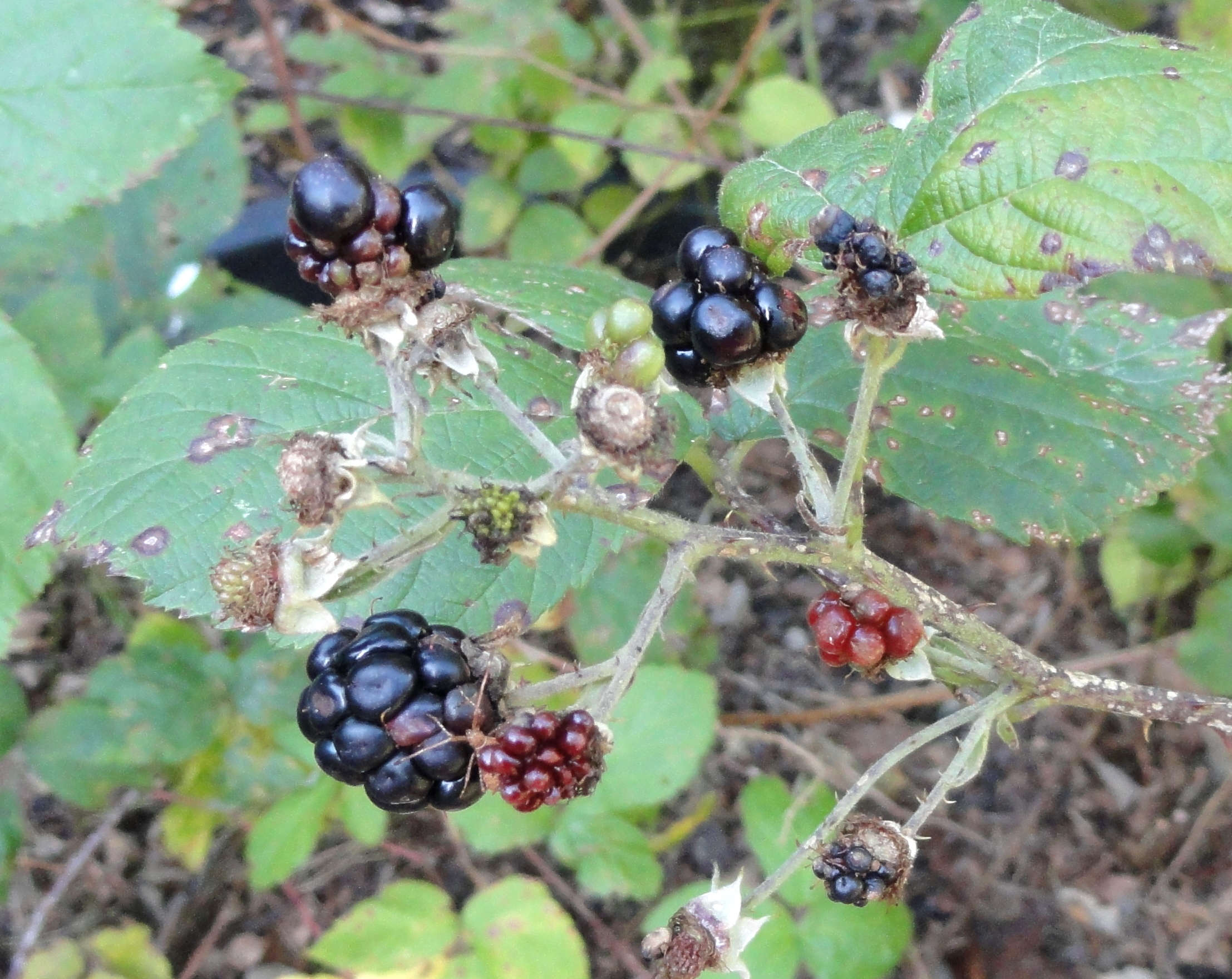